# Marin Kurtela
Marin (Marinko) Kurtela (Dubrovnik, 16. rujna 1952.), hrvatski nogometaš i trener. Igrao u obrani i srednjem redu. Nastupao za Hajduk Split, Zagreb, Dinamo Zagreb i GOŠK-Jug. S Hajdukom osvojio prvenstvo Jugoslavije 1974./75., Kup maršala Tita 1974., 1976./77. U Hajduku je odigrao 41 utakmicu u prvenstvu, 8 u kupu, 9 u europskim kupovima i 58 prijateljskih utakmica u kojima je postigao svoj jedini gol za Hajduk.
S Dinamom osvojio Kup maršala Tita 1979./80., prvenstvo Jugoslavije 1981./82. U Dinamovom dresu odigrao je 50 utakmica, od čega 43 u prvenstvu, 5 u kupu i 2 u europskim kupovima. Nije postigao ni jedan pogodak.
Za Hajduk je nastupao od 1974./75. do 1976./77. godine. Sezonu 1977./78. proveo je u Zagrebu. Za Dinamo je igrao od jeseni 1979. do proljeća 1983. Sezonu 1982./83. je i u GOŠK-u i Dinamu, a 1983./84. i 1984./85. igrao je za dubrovački GOŠK-Jug. U Kupu europskih prvaka odigrao je šest utakmica, a u Kupu pobjednika kupova pet utakmica.
Trenirao je Dubrovnik, i dubrovački GOŠK. Od rujna 2009. trenira Župu dubrovačku Smijenjen je s mjesta trenera Župe dubrovačke listopada 2010. godine.

## Vanjske poveznice
- Večernji list Košarkaši Ivo Nakić, Dražen Petrović, Franjo Arapović, Boro Cvetković i nogometaš Marin Kurtela 1984. godine
- Weltfussball Marinko Kurtela